# Liberty Classic
De Liberty Classic was een wielerwedstrijd voor vrouwen gehouden in de stad Philadelphia, Pennsylvania, Verenigde Staten die tegelijkertijd met het Philadelphia International Championship werd georganiseerd. Tussen 1998 en 2001 maakte de wedstrijd deel uit van de wereldbeker.
In januari 2013 werd bekend dat de wedstrijd dat jaar niet door kon gaan. De wedstrijd maakte daarna, als de Philadelphia Cycling Classic, een doorstart.

## Lijst van winnaressen

### Meervoudige winnaressen
| Overwinningen | Renner              | Land      | Jaren                                          |
| ------------- | ------------------- | --------- | ---------------------------------------------- |
| 7             | Petra Rossner       | Duitsland | 1996 + 1998 + 1999 + 2000 + 2001 + 2002 + 2004 |
| 5             | Ina-Yoko Teutenberg | Duitsland | 2005 + 2007 + 2009 + 2010 + 2012               |

### Overwinningen per land
| Overwinningen | Land                                |
| ------------- | ----------------------------------- |
| 13            | Duitsland                           |
| 2             | Canada                              |
| 1             | Italië, Litouwen, Nederland, Zweden |